# TheGreatReview
Augustin Heliot, également connu sous son pseudonyme TheGreatReview ou plus simplement Review (ainsi que par son sigle TGR), né le 1er mai 1995 à Saint-Mandé, est un vidéaste et streamer français. Il est principalement connu pour ses vidéos ayant pour thème le jeu vidéo, où son talent d'écriture et de narration a été reconnu par les médias et le public, étant comparé à Christophe Hondelatte par le magazine Forbes.

## Biographie

### Enfance et études
Augustin Heliot naît le 1er mai 1995 à Saint-Mandé à l'hôpital d'instruction des armées Bégin, d'un père ingénieur et d'une mère DRH. Il passe son enfance à Vincennes, puis à Paris dans le 20e arrondissement et grandit avec le jeu vidéo comme principal hobby. Après avoir obtenu son baccalauréat scientifique, il débute une licence de droit, puis un master en droit des affaires qu'il n'achève pas.

### Rédacteur chezWebedia(MGG, Jeuxvideo.com)
En parallèle de ses études, il écrit, en tant que rédacteur bénévole, des articles pour le site web Millenium sur le jeu vidéo League of Legends. Remarqué par Webedia, il est engagé comme stagiaire au cours d'une année sabbatique pour s'occuper d'articles portant sur PlayerUnknown's Battlegrounds, puis sur Fortnite dès la création du mode Battle Royale. Il est ensuite transféré chez Jeuxvideo.com en tant que freelance, où il y anime une chronique nommée « La gazette de l'esport » où il intègre des éléments d'histoire. Cependant, il n'est pas reconduit en CDI,.
En 2020, il retourne chez MGG pour réaliser des formats nommés « MGG Story » où il revient en détail sur des histoires autour du monde du jeu vidéo, dans des formats vidéo complémentant ses articles rédigés pour le site,. Au fil du temps, ses vidéos sont de plus en plus recommandées et deviennent les créations les plus visionnées de la chaîne YouTube de MGG. Le 15 avril 2022, TheGreatReview annonce son départ de MGG dans une vidéo racontant l'histoire de Dennis Fong, alias « Thresh », pour continuer son travail sur sa chaîne personnelle.

### Carrière sur YouTube
En avril 2020, au début de la pandémie de Covid-19, il publie sa première vidéo marquante sur le défi du streamer Otzdarva dans Dark Souls II. Cette analyse de 23 minutes, basée sur un entretien avec le streamer, pose les bases de son style. TheGreatReview diversifie ses sujets, abordant des thèmes variés comme la performance artistique He will not divide us de Shia LaBeouf en février 2022, ou l'expérience sociale Place de Reddit plus tard la même année.
L'année 2022 voit TheGreatReview explorer de nouveaux horizons. Il produit des vidéos plus courtes sur l'esport, notamment sur la Karmine Corp et KOI, ainsi qu'une analyse du jeu The Stanley Parable. Sa notoriété grandissante lui vaut une invitation au Frames Festival d'Avignon, où il présente en avant-première une vidéo sur le jeu Tunic. Fin 2022, il élargit son champ d'analyse avec un diptyque liant cinéma et jeux vidéo, explorant les critères de qualité d'un film et l'influence du cinéma sur la narration vidéoludique, parlant par exemple de la reprise en main de la caméra par le jeu pour permettre une meilleure immersion, ou plus largement de la mise en scène du jeu vidéo The Witcher 3: Wild Hunt.
Le 1er avril 2023 marque un tournant dans sa carrière avec la sortie de 22 minutes pour sauver l'univers, une vidéo de 128 minutes sur le jeu Outer Wilds. TheGreatReview y raconte l'histoire du jeu, dont le déroulement est non linéaire et peut se terminer de diverses façons. La vidéo devient rapidement son plus grand succès, salué pour sa qualité d'écriture et son impact émotionnel. Lors de la seconde moitié de 2023, il publie La plus belle des équipes, revenant sur la carrière de l'équipe d'esport coréenne ROX Tigers sur League of Legends.
En fin d'année 2023, il publie d'une vidéo sur la genèse de la saga Call of Duty. Cette dernière suscite une polémique de plagiat,, : la vidéo reprend en grande partie le livre Call of Duty : Les coulisses d'une usine à succès de Sébastien Delahaye, sans qu'il n'ait été cité formellement comme source principale. Cela pousse TheGreatReview à s'engager publiquement pour une meilleure rigueur dans la citation de ses sources. Début 2024, il poursuit son exploration des jeux vidéo avec La légende de Barbe Scintillante sur Sea of Thieves, qui relate une quête rendant hommage à un développeur décédé. En septembre, il revient sur le succès de sa première vidéo sur Outer Wilds avec une suite, 22 minutes de + pour comprendre l'univers, sa plus longue réalisation à ce jour et qui revient sur le DLC du jeu : Echoes of the Eye. Dans le cadre de son activité indépendante, il fonde sa propre société nommée « Empire Médiatique ».
En février 2025, il produit une vidéo hors du cadre du jeu vidéo pour raconter l'histoire du maquis des Glières lors de la Seconde Guerre mondiale (Quand 500 jeunes ont tenu une montagne contre les nazis). Réalisée dans le cadre des 80 ans de la libération, c'est la première vidéo qu'il ne produit pas seul.

### Collaborations avec d'autres chaînes et médias
En mai 2023, il collabore avec le journal Le Monde pour une vidéo parlant de The Legend of Zelda: Breath of the Wild, nommée Comment Zelda a révolutionné le jeu vidéo en openworld, à l'occasion de la sortie du nouvel opus (Tears of the Kingdom),. Dans cette vidéo, TheGreatReview explique les mécaniques de jeu qui permettent d'offrir au joueur un sentiment de liberté encore rarement vu dans le média jusqu'ici,.
Au début de l'année 2024, il collabore à nouveau avec un titre de presse national, L'Équipe, pour un contenu centré sur le joueur d'esport Faker et analysant les premières minutes de sa toute première partie professionnelle sur League of Legends (Les sept premières minutes de Faker).
Au niveau des médias web, il est reçu par Zack Nani pour l'émission Zack en roue libre puis dans l'émission Popcorn. 

## Style et influences
TheGreatReview réalise, selon le média L'ADN, du « gaming narratif », soit une manière de raconter le déroulement d'un jeu (ou d'un événement) à mi-chemin entre le let's play et la critique de l'œuvre, similaire à un essai. Les vidéos, longues de plusieurs dizaines de minutes et avec un montage simple (peu ou pas d'effets visuels, narration en voix off), offrent une alternative aux contenus fortement produits (principalement chez les plus gros créateurs comme Squeezie) ou extrêmement courts comme sur TikTok ou les YouTube Shorts. Mettant l'accent sur la qualité, le rythme de production est assez lent, avec moins d'une vidéo par mois en moyenne.
Sur certains sujets, TheGreatReview admet s'inspirer de Jacob Geller (en) (sur la vidéo La quête du dernier secret) et Internet Historian (sur la vidéo La plus grande partie de capture de drapeau de l'histoire d'Internet).

## Vidéographie
Cette section recense les vidéos mises en ligne sur le site YouTube, réalisées par TheGreatReview, qui ont franchi le million de vues. Elle ne recense pas l'intégralité des publications du vidéaste dans un objectif de clarté.

### Chaîne personnelle (TheGreatReview)
- 2020 : L'incroyable histoire d'Otzdarva et de la run Dark Souls la plus difficile
- 2020 : La quête du dernier secret
- 2022 : La plus grande partie de capture de drapeau de l'histoire d'Internet
- 2022 : La géopolitique expliquée avec des pixels
- 2022 : Le mystère du 8
- 2022 : Tunic : Le jeu qui en cachait un autre
- 2022 : C'est quoi un bon film ?
- 2023 : Qu'est-ce que le cinéma a appris au jeu vidéo ?
- 2023 : 22 minutes pour sauver l'univers (ok un peu plus)
- 2023 : La plus belle des équipes
- 2023 : Créer (et détruire) la plus grosse licence d'Occident
- 2023 : La légende de Barbe Scintillante
- 2024 : 22 minutes de + pour comprendre l'univers
- 2024 : Le jeu où on plante des sapins
- 2025 : Quand 500 jeunes ont tenu une montagne contre les nazis
- 2025 : Mais pourquoi Nintendo porte plainte contre tout le monde ?

### Autres chaînes
- 2022 : La légende oubliée de Thresh (MGG)
- 2023 : Comment Zelda a révolutionné le jeu vidéo en openworld (Le Monde)
- 2024 : Les sept premières minutes de Faker (L'Equipe)